# لوبومير تودوروف
لوبومير تودوروف (بالبلغارية: Любомир Тодоров)‏ هو لاعب كرة قدم بلغاري في مركز الهجوم، ولد في 4 أكتوبر 1988 في Trastenik ‏ في بلغاريا. لعب مع نادي سبارتاك بليفين.